# 1893
Het jaar 1893 is het 93e jaar in de 19e eeuw volgens de christelijke jaartelling.

## Gebeurtenissen
januari
- 1 - Het eerste nummer van De Telegraaf verschijnt.
- 11 - Tijdens nationale wedstrijden op het Paterswoldsemeer verbetert Jaap Eden het wereldrecord op de 1500 meter en brengt het op 2 minuten en 35 seconden.
- 13 - Jaap Eden wordt op het Museumplein de eerste ISU-wereldkampioen hardrijden op de schaats.
- 17 - Koningin Liliuokalani van Hawaï wordt door een staatsgreep van de Amerikaanse suikerplantagehouders van de troon gestoten en het land wordt door de Verenigde Staten geannexeerd.
- 31 - Het handelsmerk Coca-Cola wordt geregistreerd.

februari
- 15 - Tivadar Puskás start in Boedapest met de Telefon Hírmondó, de telefoonkrant of de voorloper van de radio.

maart
- 4 - Grover Cleveland wordt voor de tweede keer president van de Verenigde Staten.
- 10 - Ivoorkust wordt een Franse kolonie.

april
- 5 - De "Mendenhall Order" wordt uitgevaardigd door Thomas Corwin Mendenhall, hoofd van de U.S. Coast and Geodetic Survey. In de Mendenhall Order wordt de meter vastgesteld op 39,37 inch. Deze zogenaamde survey inch is een fractie meer dan 2,54 centimeter (1.000.000/999.998 maal zo groot).
- 11 - Het Belgische parlement verwerpt een voorstel om algemeen stemrecht in te voeren.
- 12 tot 18 - Algemene werkstaking in België om het algemeen kiesrecht af te dwingen.
- 18 - De Kamer van Afgevaardigden besluit alsnog tot invoering van algemeen meervoudig stemrecht. Belgische mannen, ouder dan 25, worden stemplichtig. Naargelang de voldane voorwaarden kan men 1 tot 4 stemmen uitbrengen.
- 13 - De 16-jarige Servische koning Alexander stuurt de regentschapsraad weg en verklaart zichzelf meerderjarig.

mei
- 2 - Johan de Liefde brengt het Utrechts Volksblad op de markt, dat na een half jaar wordt herdoopt in Utrechts Nieuwsblad.
- 3 - Oprichting van de R.K.S.V. Sanctus Augustinus, katholieke studentenvereniging te Leiden.
- 26 - De synode van de Free Church of Scotland kiest met 346 tegen 192 stemmen voor de Declaratory Act. Daarmee ontstaan enkele vrije gemeenten, die later met elkaar de Free Presbyterian Church of Scotland zullen vormen.
- Het eerste erkende werelduurrecord (wielrennen) wordt op de Parijse Velodroom Buffalo door Henri Desgrange gevestigd met een afstand van 35,325 km.
- 30 - Tijdens een bijeenkomst op het Groot-seminarie Rijsenburg wordt besloten tot het opnieuw vertalen van het Oude Testament vanuit de Vulgaat. De zgn. professorenvertaling zal gereedkomen in 1911.

juni
- 29 - Sultan Hassan I van Marokko vertrekt vanuit de hoofdstad Fez naar Marrakech voor een halfjaar durende rondreis door zijn land. Hij hoopt zo een meer nationale geest te kweken.
- 30 - De Excelsior-diamant wordt in de Jagersfonteinmijn in de Oranje Vrijstaat gevonden en is tot de vondst van de Cullinan de grootste onbewerkte diamant ooit gevonden.

juli
- 6 - De latere koning George V van het Verenigd Koninkrijk trouwt met Mary van Teck.
- 20 - In de geboortekliniek van Port-Royal wordt de eerste speciale afdeling voor te vroeg geborenen in gebruik genomen, met 14 couveuses.
- 25 - Opening van het Kanaal van Korinthe.

augustus
- 22 - Er bestaan vier orkanen naast elkaar in het Atlantisch bassin; orkaan 3, orkaan 4, de orkaan van de barrière-eilanden van Georgia en South Carolina en orkaan 7, een zeldzame gebeurtenis. Zie: Atlantisch orkaanseizoen 1893
- 29 - De Amerikaan Whitcomb Judson verkrijgt octrooi op de ritssluiting.

september
- 7 - In gebruik name van de orthodoxe synagoge Shomre Hadas in Antwerpen.
- 11 - In het "World Parliament of Religions", onderdeel van de World's Columbian Exposition te Chicago, spreekt swami Vivekananda uit Bengalen als eerste Hindugeestelijke een westers publiek toe.
- 19 - In Nieuw-Zeeland wordt vrouwenkiesrecht ingevoerd. Het is daarmee het eerste land dat dit doet.
- 21 - De gebroeders Duryea rijden met de eerste in de VS gebouwde automobiel door de straten van Springfield (Massachusetts).

oktober
- 1 - Oprichting van de Zwolsche Athletische Club.
- 3 - In het Verdrag van Bangkok met Frankrijk ziet Siam af van alle aanspraken op Laos. Xieng Khuang gaat over van Siamese in Franse handen, en wordt bij Laos gevoegd. Laos wordt toegevoegd aan de Unie van Indochina.
- 10 - In Parijs verschijnen de eerste nummerborden op automobielen.
- 19 - Als de Oostenrijkse Rijksraad zijn voorstel tot invoering van algemeen kiesrecht verwerpt, treedt kanselier Eduard von Taaffe af.
- 27 en 28 In de Rif (Noord-Marokko)  wordt het Spaanse fort van Cabrerizas Altas  door Berbers aangevallen. Hierbij komt de militaire gouverneur van Melilla, divisiegeneraal Juan García Margallo, samen met vele andere militairen in het fort om het leven.
- 29 - Octave Maus sticht "La Libre Esthétique".

november
- 6 - Pjotr Iljits Tsjaikovski overleden te Sint Petersburg, Rusland.
- 14 - Opening van het Moors Paleis, het concertgebouw bij de Haagsche Dierentuin.
- 15 - Oprichting van de Zwitserse voetbalclub FC Basel.
- 22 - Een groep Russische kozakken voert het Bloedbad van Kražiai uit.

december
- 1 - Op de Waddenzee vergaan, tijdens een zware sneeuwstorm, 13 vissersboten. Hierbij komen 22 vissers om het leven. Een vissersmonument bij de zeedijk te Wierum (Friesland) herinnert aan deze gebeurtenis.
- 9 - De anarchist Auguste Vaillant gooit een spijkerbom in de vergadering van de Franse Assemblée Nationale.
- 11 en 18 - Het Franse parlement neemt de "Lois Scélérates" aan, wetten die de persvrijheid beperken en met name het verdedigen van anarchistische aanslagen strafbaar stellen.
- 16 - Wereldpremière van Antonín Dvořáks symfonie Uit de Nieuwe Wereld.

zonder datum
- John Milne ontwerpt een seismograaf die ook de richting van de trillingen kan registreren.
- Eerste opgravingen in Troje na de dood van Heinrich Schliemann, geleid door Wilhelm Dörpfeld.
- De dumdumkogel wordt uitgevonden.
- Berthold von Bernstorff koopt Schiermonnikoog van John Eric Banck.
- In het Waldorf-Astoria Hotel wordt voor het eerst een Waldorfsalade opgediend.
- De Hurtigruten wordt begonnen als vrachtdienst langs de Noorse kust.

## Muziek
- Franz Lehár schrijft de opera Rodrigo
- Wereldpremière van Antonín Dvořáks symfonie Uit de Nieuwe Wereld.
- De Finse componist Jean Sibelius componeert De zwaan van Tuonela
- Sergej Rachmaninov componeert de Suite nr. 1 voor twee piano's, Opus 5

### premières
- 14 januari: eerste uitvoering van Vioolconcert nr. 2 van Tor Aulin
- 17 september: eerste uitvoering van Intochtmars van de Bojaren van Johan Halvorsen
- 28 oktober: eerste uitvoering van de ouverture van Thora på Rimol van Hjalmar Borgstrøm
- 18 december: eerste uitvoering van Hallingdal Bataljons Marsch van Halvorsen

## Beeldende kunst

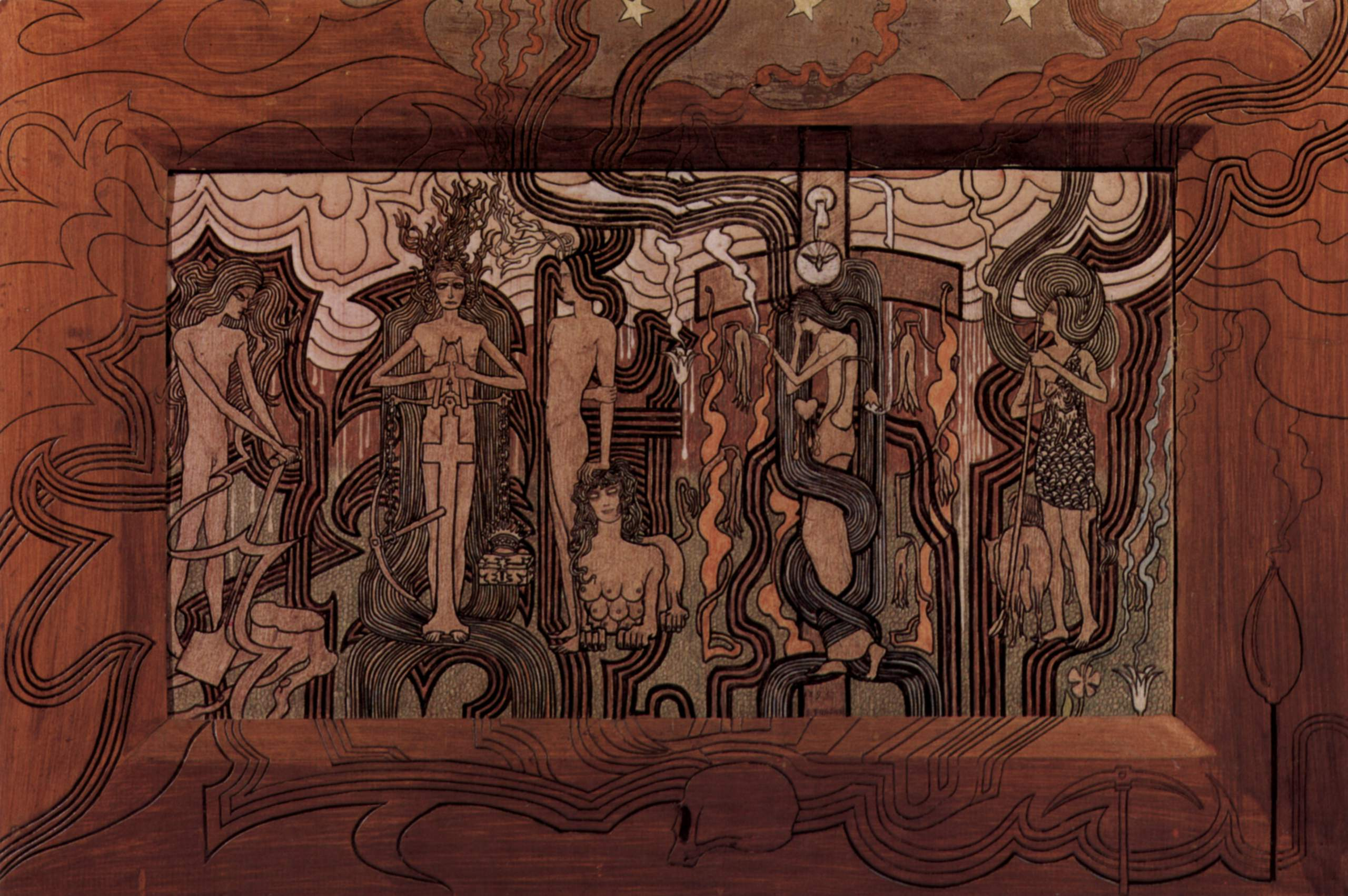
Het lied van de tijd (1893) Jan Toorop
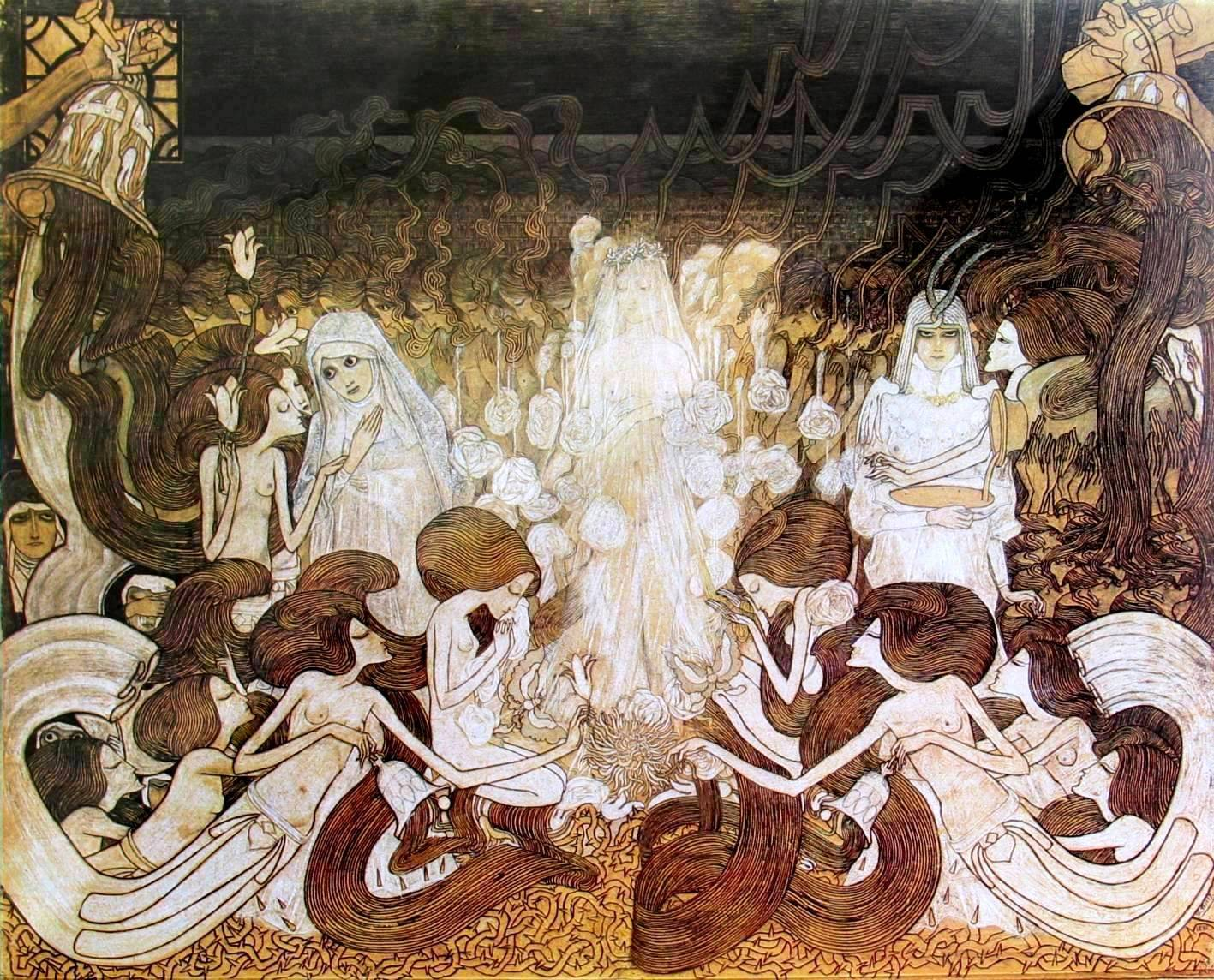
De drie bruiden (1893) Jan Toorop
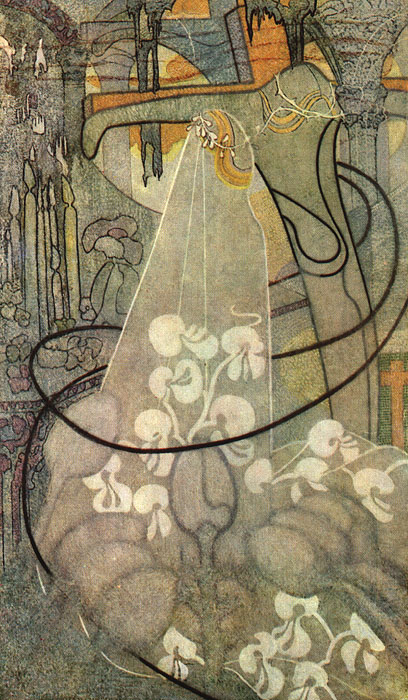
De bruid Jan Thorn-Prikker
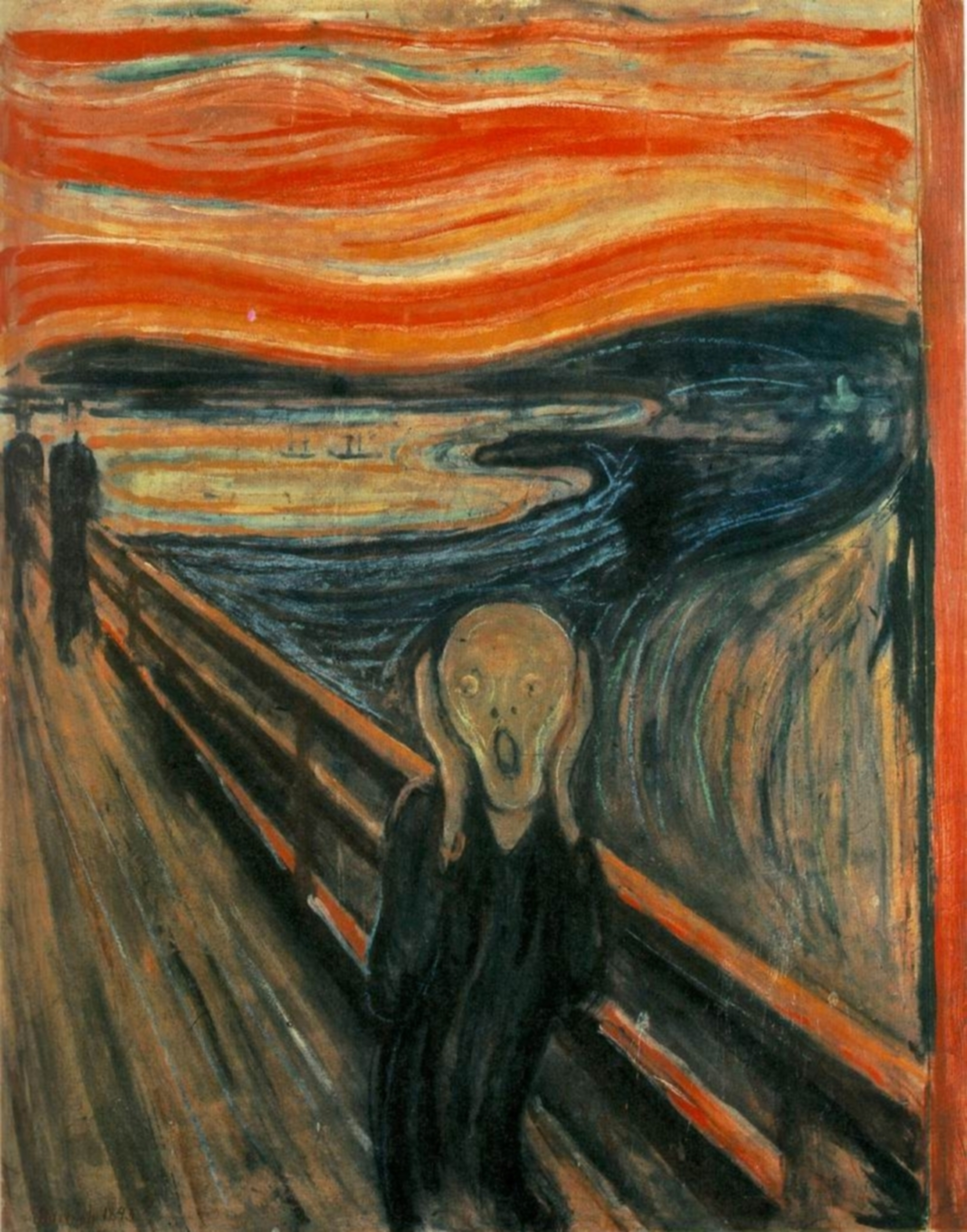
De Schreeuw (1893) Edvard Munch
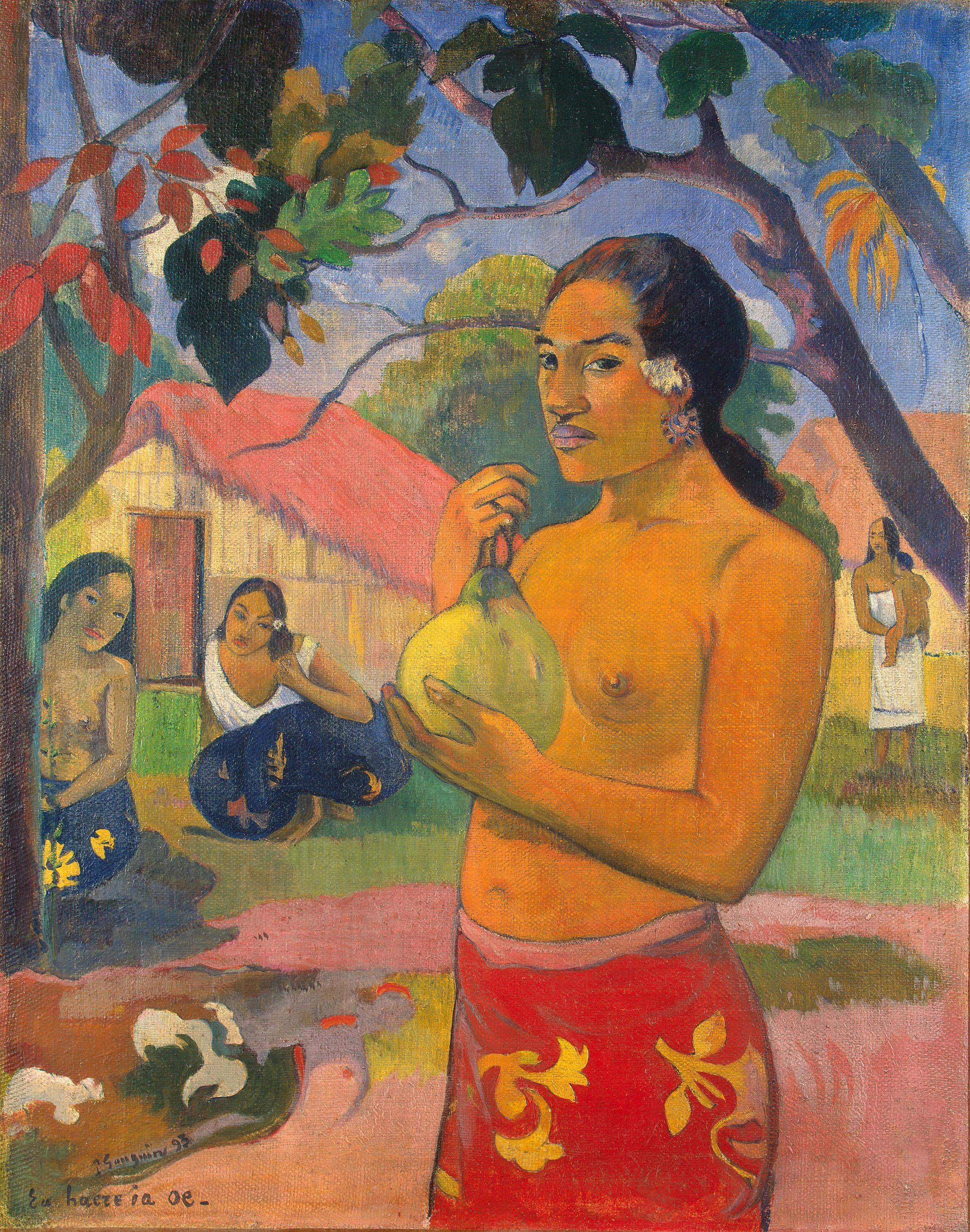
Vrouw met vrucht (1893) Paul Gauguin
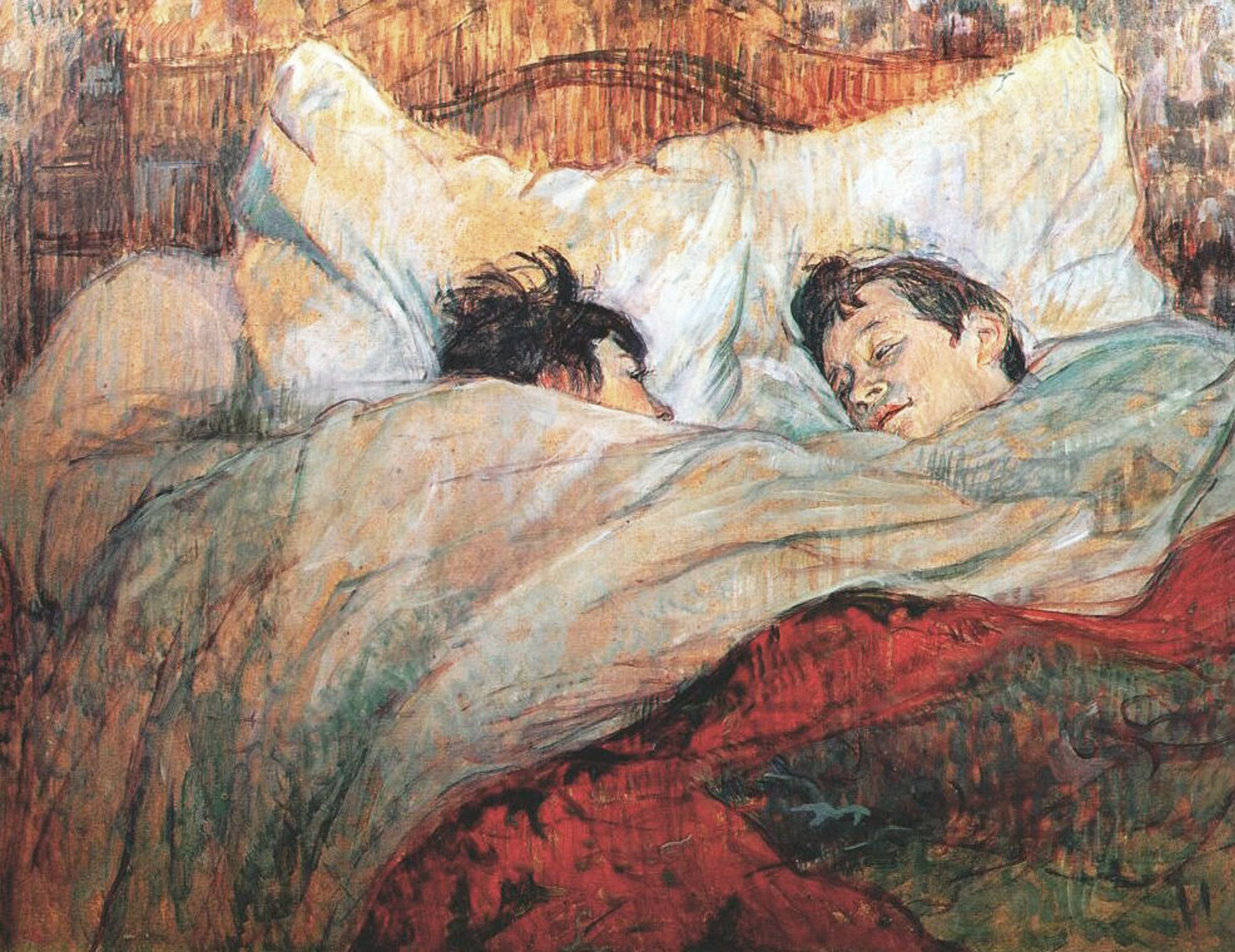
En lit (1893) Henri de Toulouse-Lautrec, Musée d'Orsay
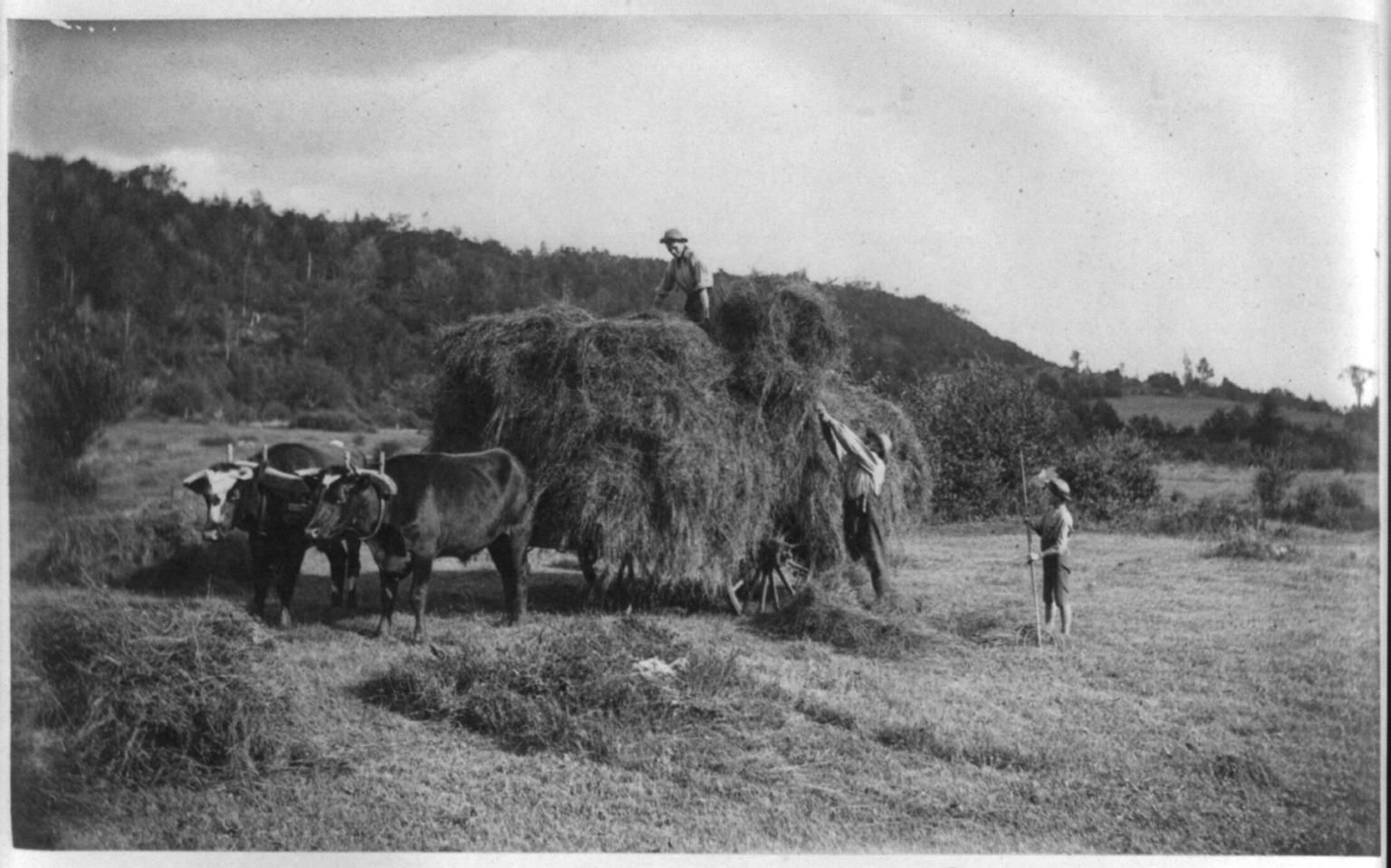
The last load, (Rudolf Eickemeyer, 1893).
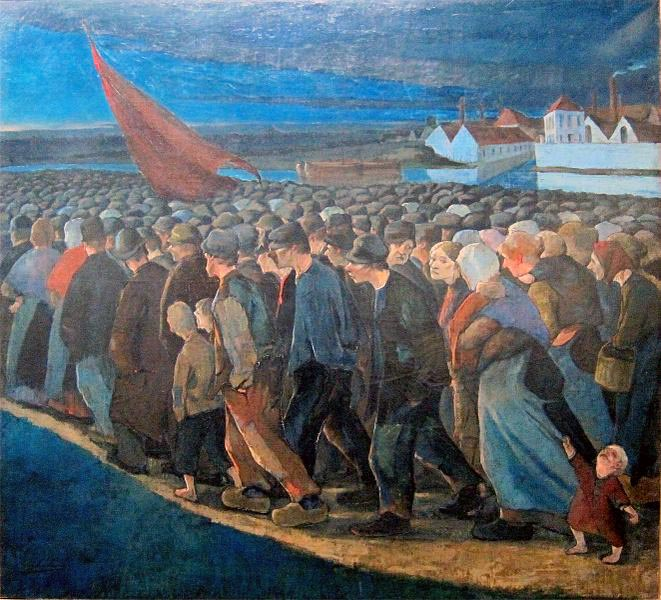
Un soir de grève/le drapeau rouge, Eugène Laermans, 1893

## Bouwkunst

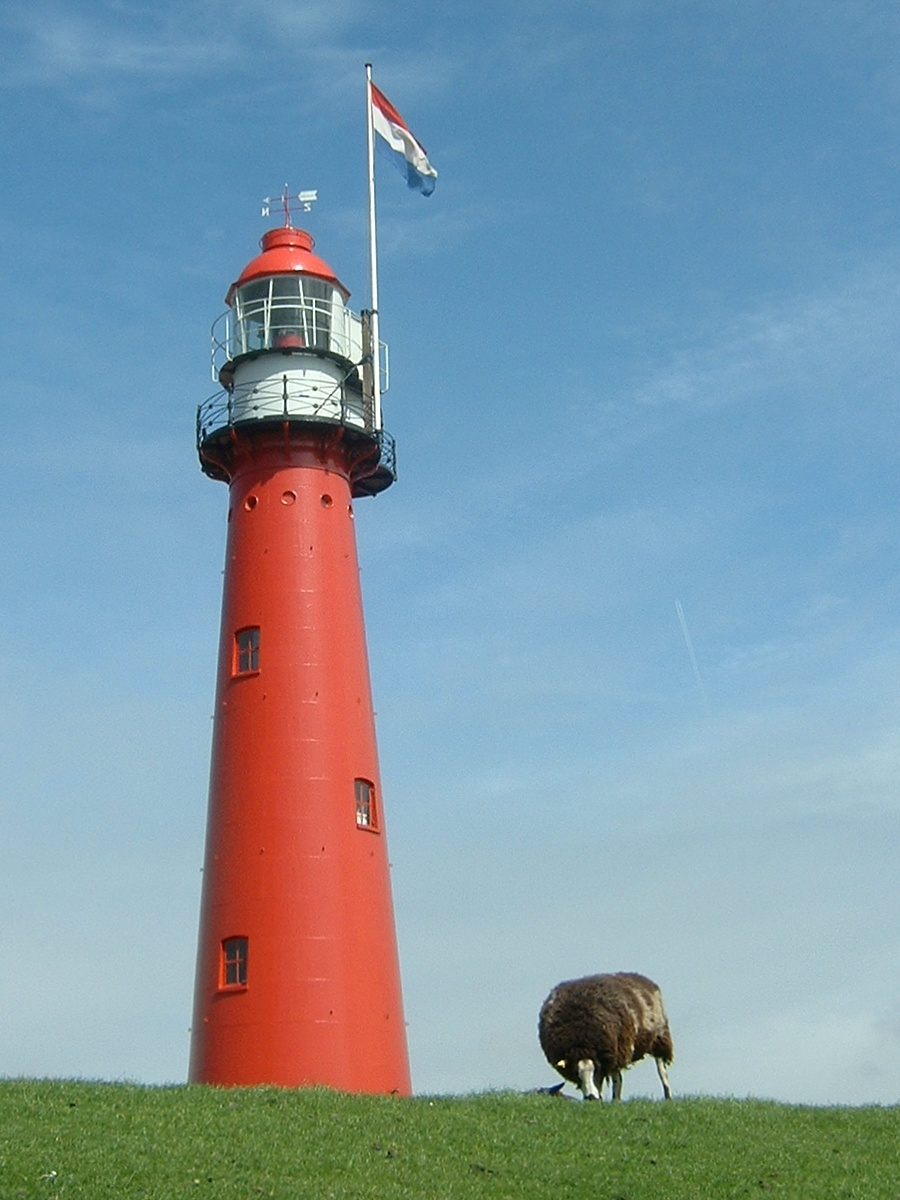
Vuurtoren Hoek van Holland (1893) A C van Loo

## Geboren

### januari
- 2 - Herbert Maier, Amerikaans architect (overleden 1969)
- 2 - Ernst Marischka, Oostenrijks filmregisseur en auteur (overleden 1963)
- 2 - Félix Sellier, Belgisch wielrenner (overleden 1965)
- 4 - Yone Minagawa, Japans (bij leven) oudste persoon ter wereld (overleden 2007)
- 4 - Manuel Palau Boix, Spaans componist en dirigent (overleden 1967)
- 5 - Elizabeth Cotten, Amerikaans folk- en bluesmusicus (overleden 1987)
- 6 - Cornelis Moerman, Nederlands arts (overleden 1988)
- 12 - Hermann Göring, Duits nazipoliticus (overleden 1946)
- 20 - Georg Åberg, Zweeds atleet (overleden 1946)
- 20 - Alphons Boosten, Nederlands architect (overleden 1951)
- 27 - Willy Böckl, Oostenrijks kunstschaatser (overleden 1975)
- 27 - Jean Delarge, Belgisch atleet (overleden 1992)
- 31 - Gerrit Rotman, Nederlands striptekenaar (overleden 1944)

### februari
- 2 - Gaston Julia, Frans wiskundige (overleden 1978)
- 6 - Muhammad Zafrullah Khan, Pakistaans diplomaat (overleden 1985)
- 7 - Nicanor Abelardo, Filipijns componist (overleden 1934)
- 11 - Johan Alberts, Nederlands letterkundige, dichter en journalist (overleden 1967)
- 12 - Omar Bradley, Amerikaans militair leider (overleden 1981)
- 12 - Marcel Minnaert, Vlaams astronoom (overleden 1970)
- 15 - Harm Kamerlingh Onnes, Nederlands beeldend kunstenaar (overleden 1985)
- 21 - Andrés Segovia, Spaans gitarist (overleden 1987)

### maart
- 3 - Karel Lotsy, Nederlands sportbestuurder (overleden 1959)
- 3 - Michiel Van Caeneghem, Belgisch hoogleraar (overleden 1940)
- 6 - Hans Schöchlin, Zwitsers roeier (overleden 1978)
- 10 - Friedrich Kossmann, Nederlands letterkundige en bibliothecaris (overleden 1968)
- 10 - Jules Lootens, Belgisch hoofdonderwijzer en lid van het verzet tijdens de Tweede Wereldoorlog (overleden 1944)
- 10 - Piet Ouborg, Nederlands kunstschilder (overleden 1963)
- 10 - Willem Pompe, Nederlands strafrechtsgeleerde (overleden 1968)
- 17 - Otto Silber, Estisch voetballer (overleden 1940)
- 18 - Costante Girardengo, Italiaans wielrenner (overleden 1987)
- 18 - Jan Hesterman, Nederlands bokser (overleden 1963)
- 18 - Wilfred Owen, Engels oorlogsdichter (overleden 1918)
- 24 - Walter Baade, Duits sterrenkundige (overleden 1960)
- 29 - Amílcar Barbuy, Braziliaans voetballer (overleden 1965)

### april
- 5 - Clas Thunberg, Fins schaatser (overleden 1973)
- 9 - Charles E. Burchfield, Amerikaans kunstschilder (overleden 1967)
- 13 - Beppie de Vries, Nederlands operazangeres en actrice (overleden 1965)
- 16 - Frederic Mompou, Catalaans componist (overleden 1987)
- 16 - John Norton, Amerikaans atleet (overleden 1979)
- 18 - Igo Gruden, Sloveens dichter en jurist (overleden 1948)
- 20 - Harold Lloyd, Amerikaans acteur (overleden 1971)
- 20 - Joan Miró, Spaans kunstenaar (overleden 1983)
- 20 - Edna Parker, oudste erkende levende persoon ter wereld (overleden 2008)
- 20 - Hermann Ungar, Tsjechisch (Moravisch) schrijver (overleden 1929)
- 27 - Norman Bel Geddes, Amerikaans vormgever (overleden 1958)
- 29 - Harold Urey, Amerikaans scheikundige en Nobelprijswinnaar (overleden 1981)
- 30 - Gyula Breyer, Hongaars schaker (overleden 1921)
- 30 - Joachim von Ribbentrop, Duits nazi-diplomaat en politicus (overleden 1946)

### mei
- 2 - Beppie Nooij sr., Nederlands actrice (overleden 1976)
- 9 - Pitigrilli, Italiaans schrijver (overleden 1975)
- 14 - Louwe Huizenga, Nederlands atleet (overleden 1973)
- 15 - José Nepomuceno, Filipijns filmmaker en producent (overleden 1959)
- 26 - Helena Kuipers-Rietberg, Nederlands verzetsstrijdster (overleden 1944)
- 30 - Giovanni Scatturin, Italiaans roeier (overleden 1951)

### juni
- 8 - Oscar Torp, Noors politicus (overleden 1958)
- 13 - Dorothy L. Sayers, Engels schrijfster (overleden 1957)
- 12 - Lou Asperslagh, Nederlands graficus, glazenier, kunstschilder, tekenaar, etser en dichter (overleden 1949)
- 17 - Gillis Grafström, Zweeds kunstschaatser (overleden 1938)
- 24 - Roy Oliver Disney, Amerikaans zakenman (overleden 1971)
- 28 - Florence Henri, Amerikaans Zwitsers fotografe (overleden 1982)
- 29 - Aarre Merikanto, Fins componist (overleden 1958)
- 30 - Frits Eijken, Nederlands roeier (overleden 1978)
- 30 - Walter Ulbricht, Oost-Duits politicus (overleden 1973)

### juli
- 8 - Lambert Hillyer, Amerikaans filmregisseur en scenarioschrijver (overleden 1969)
- 20 - Alexander I van Griekenland (overleden 1920)
- 20 - Arno von Lenski, Duits generaal (overleden 1986)
- 21 - Jacques Van Buggenhout (overleden 1982)
- 25 - Carlo Confalonieri, Italiaans geestelijke en kardinaal (overleden 1986)
- 26 - George Grosz, Duits schilder en graficus (overleden 1959)
- 27 - Ugo Agostoni, Italiaans wielrenner (overleden 1941)

### augustus
- 8 - Jan Dellaert, Nederlands luchtvaartpionier (overleden 1960)
- 8 - Robert Spears, Australisch wielrenner (overleden 1950)
- 9 - Nils Sandström, Zweeds atleet (overleden 1973)
- 15 - Jorinus van der Wiel, Nederlands wielrenner (overleden 1960)
- 17 - Mae West, Amerikaans actrice (overleden 1980)
- 21 - Lili Boulanger, Frans componiste (overleden 1918)
- 22 - Sijtje Aafjes, Nederlands illustratrice, aquarelliste en boekbandontwerpster (overleden 1972)
- 22 - Dorothy Parker, Amerikaans schrijfster (overleden 1967)
- 30 - Vera Cholodnaja, Russisch (Oekraïens) filmactrice (overleden 1919)

### september
- 10 - Maria de Jesus, oudste mens (overleden 2009)
- 13 - Henk Kamerbeek,  Nederlands atleet (overleden 1954)
- 16 - Albert Szent-Györgyi, Hongaars arts en Nobelprijswinnaar (overleden 1986)
- 20 - Hans Scharoun, Duits architect (overleden 1972)
- 27 - Ad van der Steur, Nederlands architect (overleden 1953)

### oktober
- 6 - Günther Gereke, Duits politicus (overleden 1970)
- 7 - Mary Margaret Smith, Amerikaans zeer oud persoon (overleden 2006)
- 12 - Joseph Musch, Belgisch voetballer (overleden 1971)
- 15 - Carol II, koning van Roemenië (overleden 1953)
- 16 - Giovanni Rappazzo, Italiaans elektrotechnicus en uitvinder (overleden 1995)
- 18 - Jean Lefebvre, Belgisch atleet (overleden ?)
- 20 - Charley Chase, Amerikaans komiek, acteur, filmregisseur en scenarioschrijver (overleden in 1940)
- 23 - Jean Absil, Waals componist en muziekgeleerde (overleden 1974)
- 28 - Otto Huiswoud, Surinaams politiek activist (overleden 1961)
- 30 - Annie van Ees, Nederlands actrice (overleden 1970)
- 30 - Roland Freisler, Duits jurist (overleden 1945)
- 30 - Jan Romein, Nederlands historicus (overleden 1962)

### november
- 3 - Edward Adelbert Doisy, Amerikaans biochemicus en Nobelprijswinnaar (overleden 1986)
- 5 - Raymond Loewy, Amerikaans industrieel ontwerper (overleden 1986)
- 8 - Rama VII, koning van Thailand (overleden 1941)
- 11 - Paul van Zeeland, Belgisch advocaat, econoom en politicus; premier van België 1935-1937 (overleden 1973)
- 13 - Piet Moeskops, Nederlands wielrenner (overleden 1964)
- 16 - Don Lippincott, Amerikaans atleet (overleden 1962)
- 23 - Ernst Grünfeld, Oostenrijks schaker (overleden 1962)
- 23 - Lou Onvlee, Nederlands taalkundige, hoogleraar en zendeling (overleden 1986)
- 25 - Hendrik de Buck, Nederlands historicus (overleden 1986)

### december
- 1 - Ernst Toller, Duits schrijver (overleden 1939)
- 4 - Herbert Edward Read, Brits dichter, kunstfilosoof en kunstcriticus (overleden 1968)
- 5 - Concepción Palacios Herrera, Nicaraguaans arts en activist (overleden 1981)
- 7 - Fay Bainter, Amerikaans actrice (overleden 1968)
- 17 - Erwin Piscator, Duits filmregisseur (overleden 1966)
- 21 - Johan van Veen, Nederlands waterstaatkundige (overleden 1959)
- 22 - Maarten de Niet, Nederlands jurist en bestuurder in Suriname (overleden 1973)
- 26 - Mao Zedong, Chinees politiek leider (overleden 1976)
- 29 - Vera Brittain, Brits schrijfster, feministe en pacifiste (overleden 1970)
- 29 - Agne Holmström, Zweeds atleet (overleden 1949)

### datum onbekend
- Christine Marie Berkhout, Nederlands mycologe (overleden 1932)
- Blind Blake, Bahamaans gitarist (overleden 1986)

## Overleden
januari

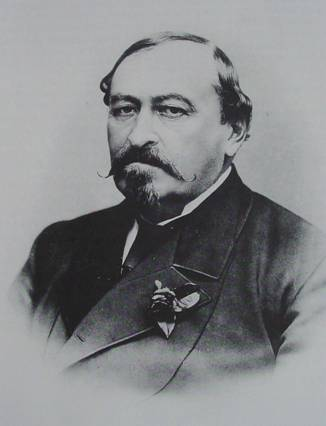
Ernst II

- 5 - Karel Houben (71), heilig verklaarde priester
- 15 - Fanny Kemble (83), Brits schrijfster, actrice en abolitionist
- 17 - Rutherford B. Hayes (70), negentiende president van de Verenigde Staten
- 22 - Vinzenz Lachner (81), Duits componist en dirigent
- 24 - Otto Kahler (44), Oostenrijks arts, beschreef multipel myeloom (ziekte van Kahler)
- 29 - Margaretha van Bourbon-Parma (46), prinses van Bourbon-Parma

februari
- 6 - Reinoudina de Goeje (Agatha) (59), Nederlands vertaalster en  kinderboekenschrijfster
- 18 - George Tupou I (95), 1e koning van Tonga

maart
- 3 - Jan Willem Brouwers, (62), Nederlands priester
- 16 - Tivadar Puskás (48), Hongaars uitvinder en ingenieur
- 27 - Alphonse Beau de Rochas (77), Frans ingenieur en uitvinder
- 27 - Tonka Obretenova (81), Bulgaars verzetsstrijdster

april
- 21 - Sebastián Lerdo de Tejada (69), president van Mexico (1872-1876)
- 28 - Cornelis Cardinaal (73), Nederlands politiefunctionaris

mei
- 14 - Ernst Kummer (83), Duits wiskundige

augustus
- 2 - Ernst II (75), hertog van Saksen-Coburg-Gotha

september
- 10 - Auguste de T'Serclaes (65), Vlaams politicus

oktober
- 11 - Ford Madox Brown (72), Engels kunstschilder
- 16 - Patrice de Mac Mahon (85), Frans militair en president van de Franse Republiek
- 18 - Charles Gounod (75), Frans componist
- 26 - Franz Grashof (67), Duits ingenieur

november
- 6 - Pjotr Iljitsj Tsjaikovski (53), Russisch componist
- 8 - Francis Parkman (70), Amerikaans historicus
- 29 - Age Buma (73), Nederlands politicus

december
- 4 - Heinrich Göbel (75), Duits uitvinder van de gloeilamp
- 4 - John Tyndall (73), Iers natuurkundige

## Weerextremen in België
- april: April met laagste relatieve vochtigheid: 59 % (normaal 76,6 %).
- lente: Na 1880 lente met minst aantal regendagen ooit : 24 (normaal 52,8).
- lente: Lente met hoogste zonneschijnduur : 643 (normaal 545,9 u).
- lente: Lente met laagste neerslagtotaal: 37,6 mm (normaal 196,2 mm).[1]